# Puka (stacja kolejowa)
Puka – stacja kolejowa w miejscowości Puka, w prowincji Valga, w Estonii. Położona jest na linii Tartu - Valga.

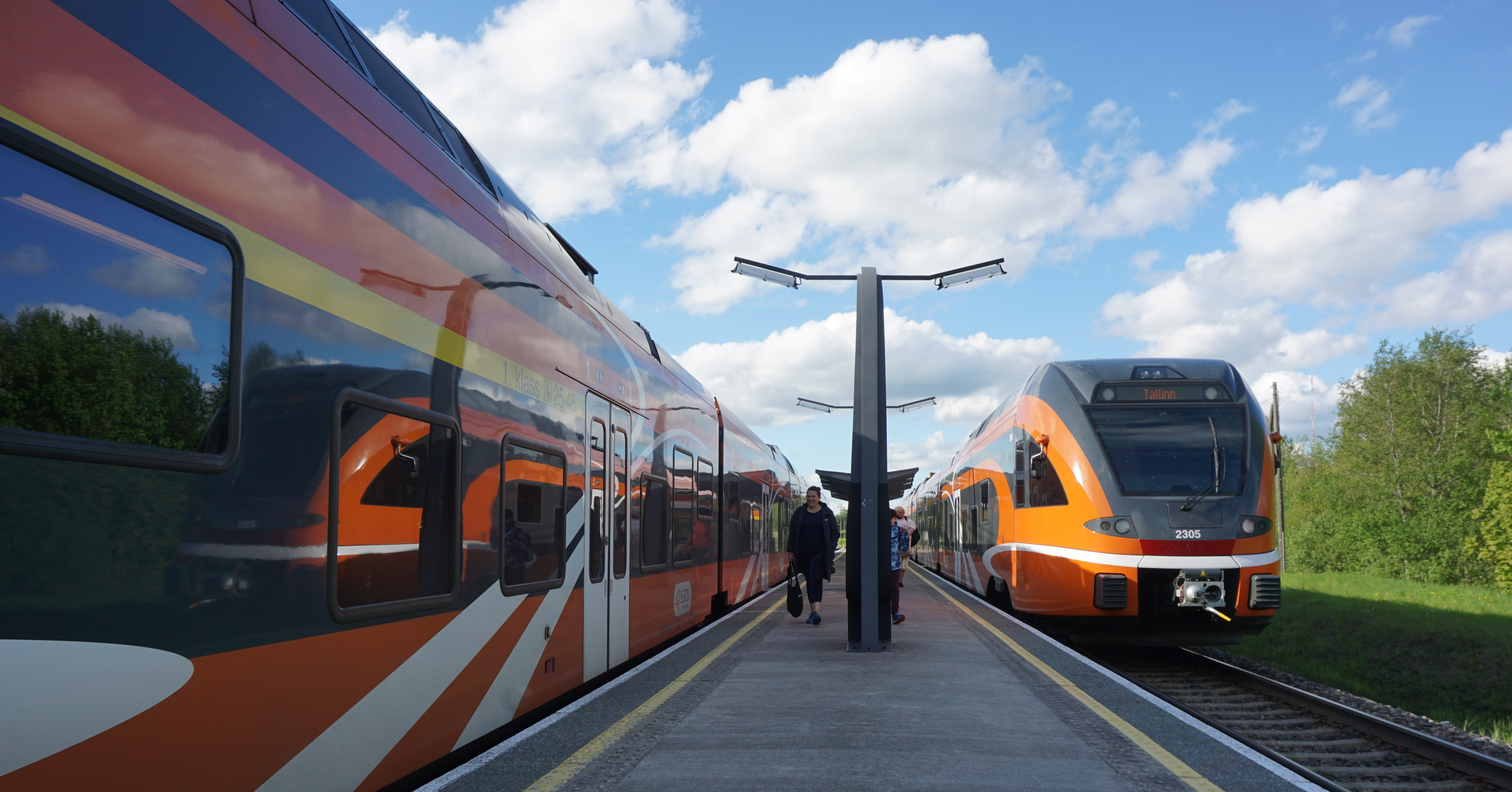
Peron
Stacja w okresie międzywojennym